# Heroica Escuela Naval Militar
La Heroica Escuela Naval Militar es un establecimiento educativo de nivel superior, que tiene como misión formar de oficiales para la Armada de México, con los principios doctrinarios navales, así como con los conocimientos, habilidades y destrezas inherentes a la profesión naval militar. Depende académica y administrativamente de la Universidad Naval y militarmente del Mando de la jurisdicción correspondiente.

## Historia
La Heroica Escuela Naval Militar fue inaugurada el 1 de julio de 1897, convirtiéndose en uno de los establecimientos de mayor relevancia histórica y prestigio para México.
La educación naval en México cuenta con diversos antecedentes importantes. En julio de 1822, por ejemplo, se fundó la Academia Náutica de Tepic para formar a jóvenes interesados en las artes marineras. Casi un año después, el 11 de octubre de 1823, se decretó la creación del Colegio Militar en la fortaleza de San Carlos, en Perote, Veracruz, donde el capitán de navío Eugenio Cortés y Azúa, impulsor de la educación naval, seleccionó el 29 de noviembre de 1824 a 18 aspirantes para integrarlos al recién creado Colegio de Marina de Tlacotalpan. Éste inició clases el 14 de enero de 1825, siendo la primera escuela naval de formación militar. 
Tiempo después, el general Antonio López de Santa Anna decretó el establecimiento de una Escuela Naval en la Isla del Carmen, Campeche, y en 1857, por orden del presidente Ignacio Comonfort, se establecieron dos colegios navales: uno en San Juan de Ulúa, Veracruz, y el otro en Mazatlán, Sinaloa. Cada academia debía albergar a veinte alumnos, pero esta disposición no llegó a cumplirse por estallar antes de su apertura la guerra de los Tres Años o de Reforma.
El 1 de julio de 1897, por iniciativa del general brigadier de la Armada de México, José María de la Vega, se inauguró la Escuela Naval Militar en Veracruz, y su primer director fue el capitán de navío Manuel Estanislao Izaguirre. Su oferta profesional incluía a las carreras de Oficial de Guerra y Maquinista de la Armada. Sus instalaciones, junto con el buque escuela Zaragoza ―para la instrucción en altamar―, fueron parte fundamental para el desarrollo de la educación naval. 
Las puertas de la Escuela Naval Militar se abrieron ese 1 de julio con 47 cadetes, quienes aprendieron las últimas técnicas militares y náuticas. 

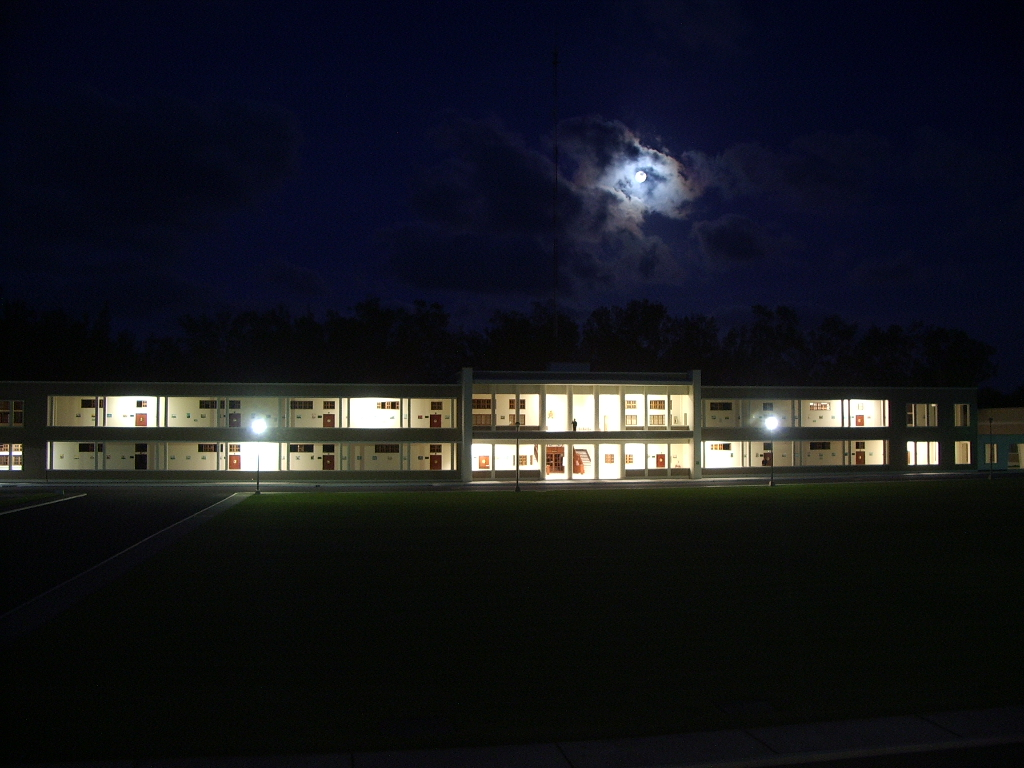
Vista este del plantel, año 2004.

Se le ha denominado Heroica al habérselo ganado con creces cuando sus oficiales y cadetes se defendieron en 1914 de la ocupación militar de Veracruz por fuerzas estadounidenses. Después de estos acontecimientos la vida del plantel fue suspendida temporalmente, pues la escuela quedó destruida. Durante la reconstrucción, los cadetes continuaron sus estudios en el Colegio Militar, en la Ciudad de México. Volvieron a las instalaciones navales el 17 de febrero de 1919, cuando fue reinaugurada. En 1952 se instaló definitivamente en su actual edificio, en Antón Lizardo, Veracruz.
La construcción del actual plantel comenzó el 24 de enero de 1948, siendo la inauguración el 11 de noviembre de 1952, durante la presidencia de Miguel Alemán Valdés.
La escuela alberga tanto a hombres como mujeres (estas a partir del 2008).
Antes de graduarse, los cadetes de la carrera de Cuerpo General realizan un viaje de instrucción a bordo del buque escuela Cuauhtémoc (ARM Cuauhtémoc BE-01).

## Edificios
- Edificio Administrativo (Secretaría de Marina)
- Edificio de Salones (Armada de México)
- Dormitorios Bloque Alfa (Ilustres marinos mexicanos)
- Dormitorios Bloque Bravo (Forjadores de un México libre e Independiente)
- CAM (Ingeniero Ernesto Domínguez Aguirre)

## Carreras
Licenciatura:
- Ingeniería en Sistemas Navales
- Ingeniería Aeronaval
- Ingeniería en Hidrografía
- Ingeniería en Mecánica Naval (hasta 2020)
- Ingeniería en Electrónica y Comunicaciones Navales (hasta 2020)
- Ingeniería en Logística Naval (hasta 2020)